# Station Obdam
Station Obdam is een spoorwegstation in Obdam aan de spoorlijn Alkmaar - Hoorn, dat op 1 oktober 1898 in gebruik is genomen. Het gebouw is gelijk aan dat van Station Zetten-Andelst.

## Treinen
Obdam heeft overdag één treinverbinding richting Hoorn en richting Heerhugowaard, Alkmaar, Castricum, Beverwijk en Haarlem. Vroeger was dit een intercity die tussen Hoorn en Uitgeest overal stopte, aangezien er geen stoptreinverbinding was. Voor de richting Zaandam/Amsterdam/Utrecht kon men overstappen op station Alkmaar.
's Avonds reed er een sprinter tussen Amsterdam en Hoorn, via Haarlem. Met ingang van de dienstregeling 2017 rijdt alleen de sprinter 4800, van Amsterdam Centraal, via Haarlem en Alkmaar, naar Hoorn. 's Avonds na 20:00 rijdt de trein tussen Alkmaar en Hoorn maar een uurdienst in plaats van halfuursdienst. De volgende treinserie stopt op station Obdam:
| Serie | Treinsoort    | Route                                                  | Bijzonderheden                                                  |
| ----- | ------------- | ------------------------------------------------------ | --------------------------------------------------------------- |
| 4800  | Sprinter (NS) | Amsterdam Centraal – Haarlem – Alkmaar – Obdam – Hoorn | Rijdt vanaf 20:00 uur één keer per uur tussen Alkmaar en Hoorn. |

## Bussen
Het busvervoer in de omgeving Obdam wordt uitgevoerd door Connexxion in opdracht van de provincie Noord-Holland. De volgende buslijnen beginnen of eindigen op station Obdam:
| Lijn                                      | Bestemming             | Via            | Soort     |
| ----------------------------------------- | ---------------------- | -------------- | --------- |
| 409                                       | Heerhugowaard, Station | Ursem          | Buurtbus  |
| 417                                       | Schagen, Station       | Nieuwe Niedorp | Buurtbus  |
| 617                                       | Hoogwoud, Herenweg     | Spanbroek      | Schoolbus |
| Bijgewerkt op 25 juli 2020 om 12:26 (CET) |                        |                |           |

## Ontwikkeling aantal reizigers
Het aantal door NS vervoerde reizigers (per gemiddelde werkdag) ontwikkelde zich sedert 2019 als volgt:
| Jaar | Aantal reizigers |
| ---- | ---------------- |
| 2019 | 1.399            |
| 2020 | 667              |
| 2021 | 754              |
| 2022 | 988              |
| 2023 | 1.067            |
| 2024 | 1.026            |

## Afbeeldingen

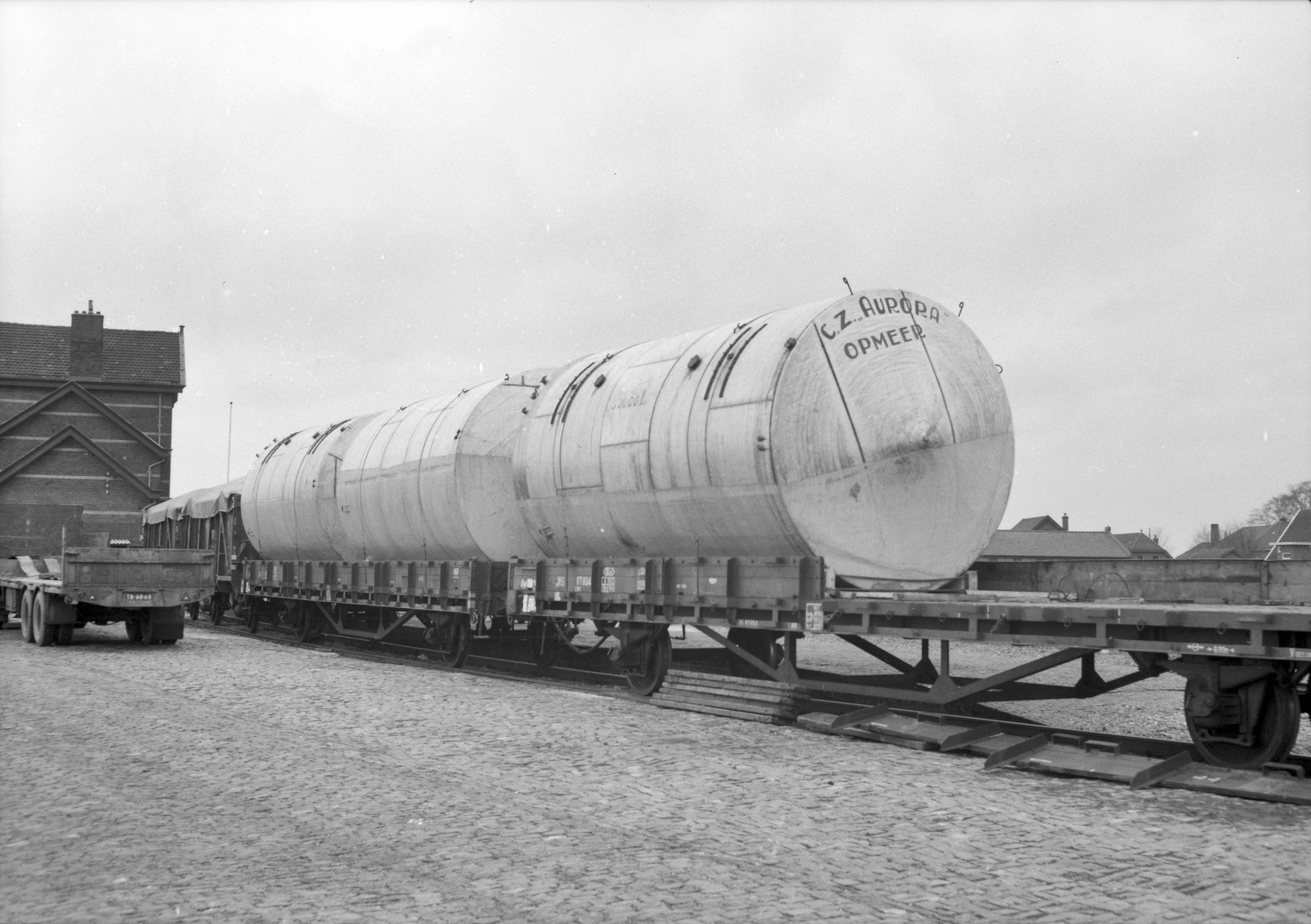
Goederentrein bij het station (1961)
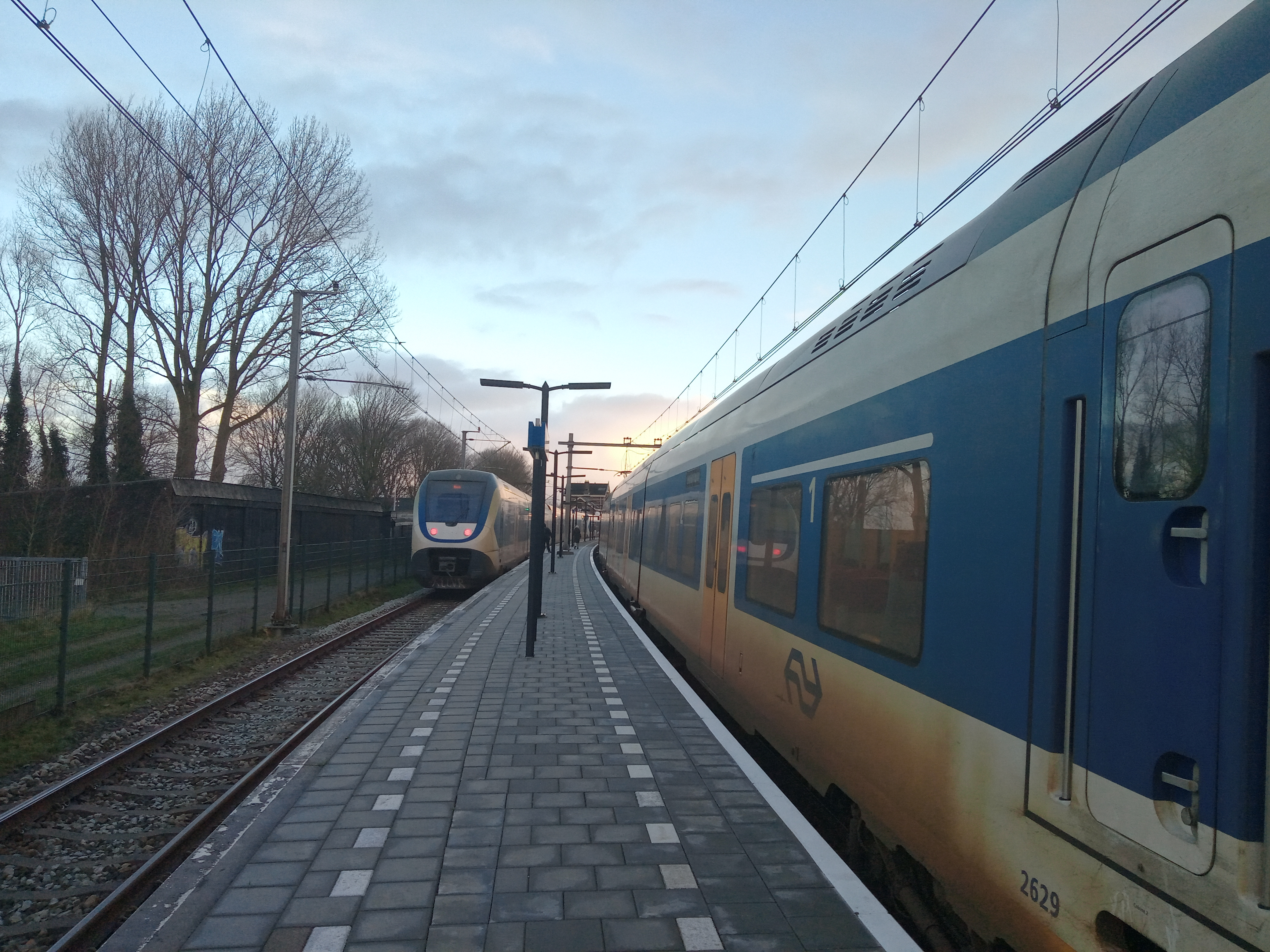
Twee SLT's op het station
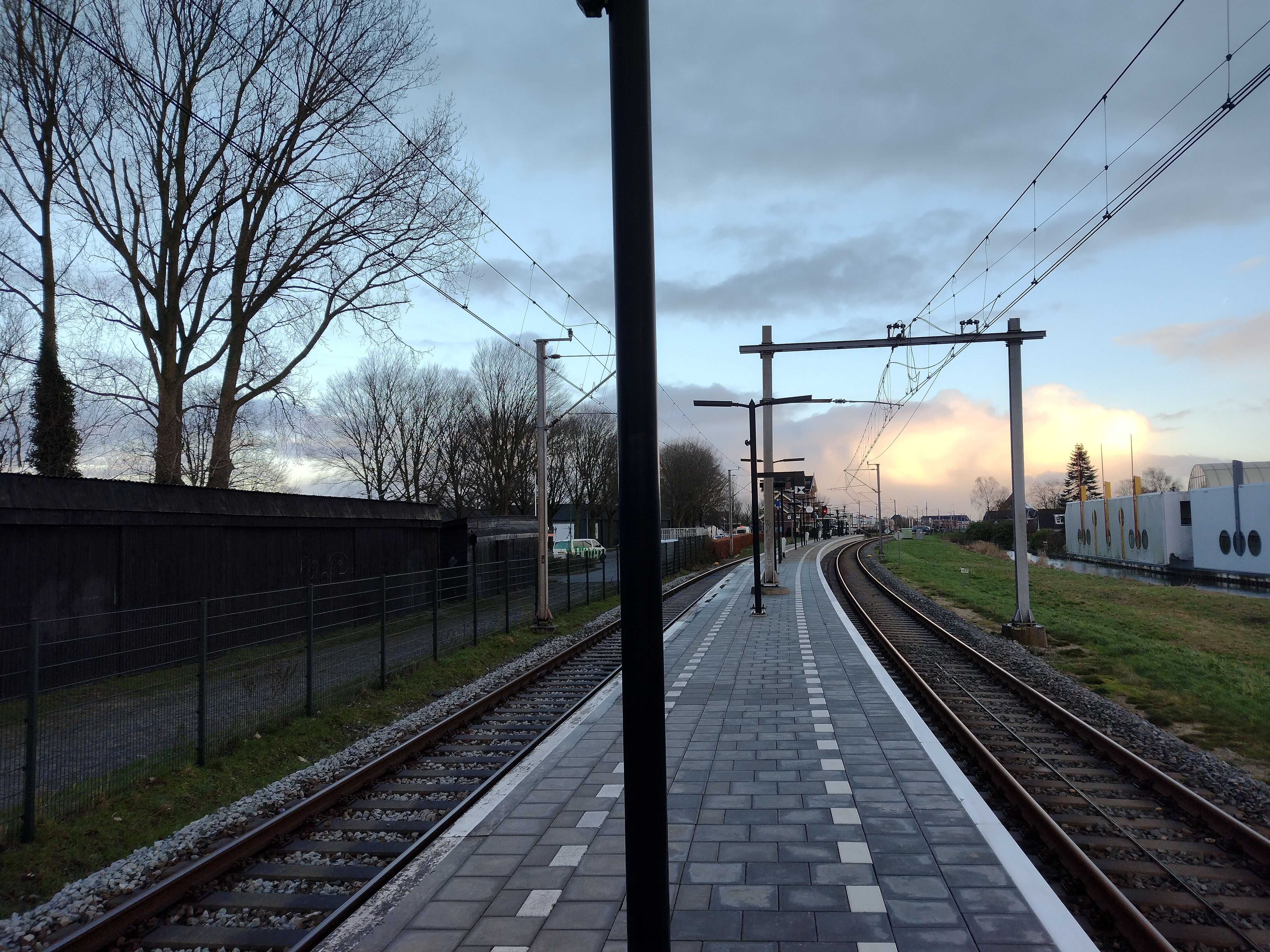
Perron